# Брицин Михайло Якимович
Миха́йло Яки́мович Бри́цин (20 листопада 1922, с. Ямське, нині Можайського району Московської області, Росія — 30 липня 2012) — український мовознавець. Доктор філологічних наук (1967), професор (1968). Батько Віктора Брицина.

## Біографічні дані
Закінчив 1950 філологічний факультет Харківського педагогічного інституту.
1950—1957 — старший викладач кафедри російської мови Кам'янець-Подільського педагогічного інституту.
1957—1960 — старший викладач, доцент Харківського педагогічного інституту.
1960—1968 — доцент, старший науковий співробітник, професор, завідувач кафедри Кам'янець-Подільського педагогічного інституту.
Від 1968 — завідувач кафедри, професор Київського педагогічного інституту (нині Національний педагогічний університет). Одночасно від 1997 — професор кафедри слов'янської філології Київського славістичного університету.
Помер на 90-му році життя 30 липня 2012 року.

## Наукові інтереси
Досліджував історію лексики східнослов'янських мов, говори російської мови.
Кандидатська дисертація «Російські говори Віньковецького району Хмельницької області» (1956). Докторська дисертація «Юридична номенклатура в східно-слов'янській писемності до XV ст.» (1968).
1978 року вийшла спільна праця — з А. Майбородою та М. Жовтобрюхом «Порівняльна граматика української і російської мов»